# Wake (Okayama)
Wake (jap. 和気町 Wake-chō) – miasto w Japonii, na wyspie Honsiu, w prefekturze Okayama. Według danych na rok 2020 miejscowość zamieszkiwało 13 623 mieszkańców , a gęstość zaludnienia wyniosła 94,5 os./km².